# 국시집 여자
《국시집 여자》는 2016년 11월 6일에 방영한 《KBS 드라마 스페셜 2016》 시리즈 중 일곱 번째 작품이다.

## 줄거리
진우는 소설가의 꿈을 접고 아내의 인터넷 쇼핑몰 일을 도우며 평범하게 살아가던 중 갑작스럽게 대학교 선배의 부고를 받고 안동 장례식에 참석한다. 장례식에 참석한 어떤 여자에게 눈길이 가는데, 마침 집으로 돌아가려던 그 여자가 고장난 양산으로 곤란을 겪자 도움을 주게 되고, 여자는 때마침 걸려온 전화를 받느라 가방에서 전화를 꺼내며 국시집의 주소가 적힌 명함이 딸려나와 땅바닥에 떨어뜨리고 떠난다. 진우는 그 명함을 줍는다.
진우는 대학 선배가 소설을 쓰다남긴 원고로 책을 엮고 싶다며 대학 선배의 친척으로부터 부탁을 받게 되고, 안동에서 그 여자를 우연히라도 마주하고 싶어 국시집을 향했지만 만나지는 못한다. 그래서 또 다시 만나고 싶은 마음에 선배의 소설을 핑계삼아 그곳을 찾아가서 결국 미진을 만나게 된다. 미진은 이모의 국시집에서 일을 도우며 지내고 있다는 사실을 알게 되고, 선배의 소설을 핑계로 여러 대화를 나누면서 미진과 거리감을 점차 좁혀간다.
진우는 친구 상규가 바람피는 상대의 뒷모습을 어렴풋이 한번 본 적이 있는데, 미진이 입고 있는 옷이 자기가 상규에게 준 원피스인 걸 알고, 미진이 상규의 애인이라 생각하게 된다. 그리고 상규가 애인과 애정행각을 보면서 자신이 놀아났다는 생각에 급기야 자신의 와이프를 데리고 국시집을 방문해 미진에게 상처를 준다.

## 등장 인물

### 주요 인물
- 박병은 : 진우 역

소설가의 꿈을 접고 평범한 직장에 다니다 아내 혜경의 인터넷 쇼핑몰이 잘되자 실장 자리에 들어앉았다. 대학 동창 모임에 쇼핑몰이 론칭되는 제품을 친구들에게 선물하며 어깨에 힘 좀 주지만, 결국 아내의 덕으로 살고 있다는 뉘앙스를 풍기며 친구들의 말에 상처를 입는다. 대학 시절 글로는 자기보다 못했던 상규가 소설가로 성공하고 다른 여자와 바람을 피며 인생을 즐기는 모습을 보게 된다.
- 전혜빈 : 미진 역

안동에서 작은 국시집을 하는 이모를 도우며 적막하게 살고 있다. 어느 날 장례식에 참석했다고 우연히 만난 진우가 소설에 대해 같이 이야기를 나누자 한다.

### 그 외 인물
- 오대환 : 상규 역 - 진우의 대학 동기, 소설가
- 심이영 : 혜경 역 - 진우의 아내, 인터넷 쇼핑몰 대표
- 이정은 : 옥심 역 - 미진의 이모
- 유순웅 : 대학 선배의 친척 역
- 이유준 : 진우의 친구 역
- 정지호 : 진우의 친구 역
- 김재철 : 진우의 친구 역
- 한태일 : 국시집 손님 역
- 유병선
- 김그림
- 마민희

### 특별출연
- 김태우 : 진우의 대학 선배 역

## 시청률
- 전국 시청률 : 2.1%[1]